# Prisekano trišestkotno tlakovanje
Prisekano trišestkotno tlakovanje  (tudi veliko rombitrišestkotno tlakovanje ali rombiprisekano trišestkotno tlakovanje ali  prisekan šestdeltil ali omniprisekano šestkotno tlakovanje) v geometriji eno izmed osmih polpravilno tlakovanje evklidske ravnine. Sestavljajo ga en kvadrat, šestkotnik in po en šestkotnik na vsakem oglišču (oglišče je pri tlakovanju točka, kjer se srečajo tri ali več ploščic tlakovanja oziroma če tlakovanje sestavljajo mnogokotniki, so oglišča tlakovanja tudi oglišča ploščic). Tlakovanje ima Schläflijev simbol t0,1,2{3,6}

## Uniformno barvanje
Obstoja samo eno uniformno barvanje prisekanega trišestkotnega tlakovanja.
Slika:Uniform polyhedron-63-t012.svg

## Sorodni poliedri in tlakovanja
Ta vrsta tlakovanja se lahko obravnava kot zaporedje uniformnih vzorcev, ki imajo sliko oglišč (4.6.2p). Njihov Coxeter-Dinkinov diagram je . Za p<6 so to člani  zaporedja  omniprisekanih poliedrov, ki so v nadaljevanju prikazani  kot sferno tlakovanje. Za p>6 so to tlakovanja hiperbolične ravnine začenši s prisekanim trisedemkotnim tlakovanjem.
| Spherical/planar symmetry | *232 [2,3] D3h | *332 [3,3] Td | *432 [4,3] Oh | *532 [5,3] Ih | *632 [6,3] P6m                                | *732 [7,3]  | *832 [8,3]  |
| Red simetrije             | 12             | 24            | 48            | 120           | ∞                                             | ∞           | ∞           |
| Coxeter Schläfli          | t0,1,2{2,3}    | t0,1,2{3,3}   | t0,1,2{4,3}   | t0,1,2{5,3}   | t0,1,2{6,3}                                   | t0,1,2{7,3} | t0,1,2{8,3} |
| ------------------------- | -------------- | ------------- | ------------- | ------------- | --------------------------------------------- | ----------- | ----------- |
| Omniprisekana oblika      | 4.6.4          | 4.6.6         | 4.6.8         | 4.6.10        | Slika:Uniform polyhedron-63-t012.svg · 4.6.12 | 4.6.14      | 4.6.16      |

## Wythoffove konstrukcije iz šestkotnega in trikotnega tlakovanja
Podobno kot pri uniformnih poliedrih obstoja osem uniformnih tlakovanj, ki so osnovana na pravilnem šestkotnem tlakovanju ali dualnem trikotno tlakovanje.
Če pobarvamo ploščice tlakovanja rdeče na prvotnih stranskih ploskvah, rumeno na prvotnih ogliščih in modro na prvotnih robovih, dobimo osem oblik, od katerih je sedem topološko različnih. Prisekano trikotno tlakovanje je topološko enakovredno šestkotnemu tlakovanju.
| Wythoff            | 3 \| 6 2 | 2 3 \| 6  | 2 \| 6 3 | 2 6 \| 3  | 6 \| 3 2 | 6 3 \| 2  | 6 3 2 \|    | \| 6 3 2  |         |             |
| Schläfli           | {6,3}    | t0,1{6,3} | t1{6,3}  | t1,2{6,3} | t2{6,3}  | t0,2{6,3} | t0,1,2{6,3} | s{6,3}    | h0{6,3} | h1,2{6,3}   |
| Coxeter            |          |           |          |           |          |           |             |           |         |             |
| ------------------ | -------- | --------- | -------- | --------- | -------- | --------- | ----------- | --------- | ------- | ----------- |
| Slika Slika oglišč | 6.6.6    | 3.12.12   | 3.6.3.6  | 6.6.6     | {36}     | 3.4.6.4   | 4.6.12      | 3.3.3.3.6 | (3.3)3  | 3.3.3.3.3.3 |

## Pakiranje krožnic
Prisekano trišestkotno tlakovanje se lahko uporabi za pakiranje krožnic. Vsaka krožnica je v dotiku s tremi drugimi krožnicami v pakiranju. (glej problem dotikalnega števila). Praznine med šestkotniki dovoljujejo vnos dodatne krožnice. S tem dobimo gostejše pakiranje.